# Zain Al Rafeea
Zain Al Rafeea (Dara, 2004. október 10. –) szíriai születésű norvég színész.
Legismertebb alakítása Zain El Hajj 2018-ban a Kafarnaum – A remény útja című filmben.

## Élete és pályafutása
2004-ben született Darában, majd családjával 2012-ben Libanonba költözött. Bejrút nyomornegyedében nőtt fel. 12 évesen még analfabéta volt, amikor megkapta első szerepét a Kafarnaum – A remény útja című filmben. A norvégiai Hammerfestbe költözött és elkezdett iskolába járni.
2021-ben szerepelt az Örökkévalók című filmben.

## Filmográfia

### Filmek
| Év   | Magyar cím                | Eredeti cím | Szerep       | Magyar hang  |
| ---- | ------------------------- | ----------- | ------------ | ------------ |
| 2018 | Kafarnaum – A remény útja | Capernaum   | Zain El Hajj |              |
| 2021 | Örökkévalók               | Eternals    | falusi       | Eredeti hang |